# L'Art de séduire
Pour plus de détails, voir Fiche technique et Distribution.
L'Art de séduire est un film francais de Guy Mazarguil, sorti le 27 juillet 2011.

## Synopsis
Jean-François, psychanalyste, est amoureux d'une de ses patientes. 
Mais lorsqu'elle décide d'arrêter sa thérapie, il se sent enfin libre de la séduire. 
Jean-François accumule toutes les maladresses, tétanisé devant l'objet de son amour.
Il se tourne alors vers un de ses patients, Julien, qui le consulte pour trouble obsessionnel compulsif de drague.
Une initiative totalement absurde. Quoique...

## Fiche technique
- Titre : L'Art de séduire
- Réalisation : Guy Mazarguil
- Scénario : Erick Malabry et Guy Mazarguil
- Photographie : Martin de Chabaneix
- Montage : Sarah Turoche
- Production : Fabrice Préel-Cléach et Gérôme Rivière
- Société de production : Offshores, TPS Star et CinéCinéma
- Société de distribution : Zelig Films Distribution (France)
- Pays :  France
- Genre : comédie romantique
- Durée : 84 minutes
- Date de sortie : 
  - France : 27 juillet 2011

## Distribution
- Mathieu Demy : Jean-François
- Julie Gayet : Hélène
- Valérie Donzelli : Estelle
- Lionel Abelanski : Julien
- Élisabeth Vitali : Mathilde
- Eva Mazauric : la pharmacienne
- Anne Charrier : la fleuriste
- Alban Lenoir : Philippe
- Claudine Barjol : Mme Thomas
- Émilie Caen : la belle passante
- Catherine Chevron : la dame chic
- Bérénice Marlohe : la sportive